# Épeautrolles
Épeautrolles település Franciaországban, Eure-et-Loir megyében. Lakosainak száma 169 fő (2022. január 1.). Épeautrolles Sandarville, Charonville és Ermenonville-la-Petite községekkel határos.

## Népesség
A település népességének változása:
| Lakosok száma | 116  | 127  | 130  | 171  | 191  | 186  | 186  | 191  | 184  | 169  |
|               | 1968 | 1982 | 1990 | 2006 | 2013 | 2015 | 2017 | 2019 | 2020 | 2022 |